# Таёжная улица (Екатеринбург)
Таёжная улица — улица в жилом районе «Старая Сортировка» Железнодорожного административного района Екатеринбурга. Длина улицы — около 470 м.

## Расположение и благоустройство
Таёжная улица проходит с юго-востока на северо-запад. Начинается от улицы Коуровская и Маневровой улицей. С юго-запада к Таёжной примыкает улица Ватутина.

## Транспорт

### Наземный общественный транспорт
По улице не проходят маршруты общественного транспорта. По параллельной Технической улице можно совершить посадку на маршруты трамваев № 7, 10, 13, 24, автобусов № 13, 13А, а также маршрутного такси № 06, 08, 014, 024, 035, 082, 083. Также по близлежащей Коуровской улице проходят маршруты автобуса №43, а также маршрутного такси №021.

### Ближайшие станции метро
Действующих станций Екатеринбургского метрополитена на данной улице нет, линий метро к улице проводить не запланировано.

## Примечательные здания и сооружения
- № 2 — Центр регистрации граждан по месту жительства